# John Reuben Thompson

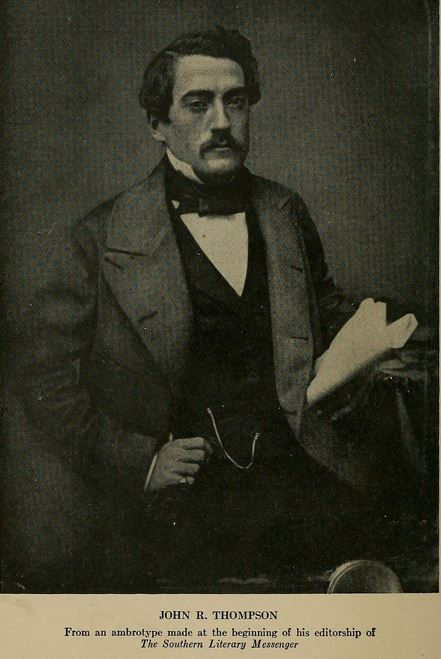
John R. Thompson anno 1847

John R. Thompson (* 23. Oktober 1823 in Richmond (Virginia); † 30. April 1873 in New York City) war ein US-amerikanischer Dichter, Journalist, Herausgeber und Verleger.

## Leben
John Thompson, Sohn des Ladenbesitzers John Thompson und dessen Ehefrau Sarah Dyckman, absolvierte 1842 die University of Virginia als Chemiker und 1845 als Jurist. Obwohl durch die Schule von William Barton Rogers und James Joseph Sylvester gegangen, war er danach nicht als Naturwissenschaftler tätig. Auch die juristische Laufbahn ließ er links liegen und gab 1847 bis 1859 den Southern Literary Messenger heraus. Sein Vater hatte ihm diese Zeitung gekauft, die zuvor von Edgar Allan Poe herausgegeben worden war. 1859 wechselte John Thompson von Richmond nach Augusta (Georgia) in die Redaktion der Southern Field and Fireside, einer Zeitung für Landwirtschaft und Literatur. Der Literat John Thompson arbeitete eng mit  Edgar Allan Poe, William Gilmore Simms (1806–1870), Henry Timrod, Paul Hamilton Hayne, John P. Kennedy, John Esten Cooke (1830–1886) und Philip Pendleton Cooke (1816–1850) zusammen.
Zu Beginn des Sezessionskrieges war Thompson stellvertretender Sekretär des Commonwealth of Virginia, gab die Zeitungen The Richmond Record sowie The Southern Illustrated News heraus und schrieb Artikel für Henry Hotzes The Index – das Organ der Konföderierten in England. Aus gesundheitlichen Gründen nahm Thompson am Krieg nicht teil. Stattdessen leistete er seinen Beitrag auf literarischem Felde – schrieb von London aus in englischen Magazinen Artikel für die Konföderierten und kommunizierte dort mit Henry Hotze. In England befreundete er sich Thackery, Robert Browning, Tennyson und dem Journalisten Francis Charles Lawley (1825–1901).
1866 heimgekehrt, war er bis zu seinem Lebensende für William Cullen Bryant in der Redaktion der New York Evening Post als Literaturkritiker tätig.
1873 gestorben, fand er zuhause in Richmond auf dem Hollywood Friedhof die letzte Ruhe.

## Werke (Auswahl)
- Education and literature in Virginia. H. K. Ellyson’s Press, Richmond 1850 (archive.org).
- Virginia: a poem. Macfarlane & Fergusson, Richmond 1856 (archive.org).
- Poesy Published by the societies, Washington 1859 (archive.org).
- The battle rainbow. In: Southern Literary Messenger. Juni 1862 (Gedicht, archive.org).
- The burial of Latane. 1862 (allpoetry.com).

## Nachweise
1. ↑  The Southern Field and Fireside.

| Personendaten    | Personendaten                                                   |
| ---------------- | --------------------------------------------------------------- |
| NAME             | Thompson, John Reuben                                           |
| ALTERNATIVNAMEN  | Thompson, John R.; Thompson, Jno. R.                            |
| KURZBESCHREIBUNG | US-amerikanischer Dichter, Journalist, Herausgeber und Verleger |
| GEBURTSDATUM     | 23. Oktober 1823                                                |
| GEBURTSORT       | Richmond (Virginia)                                             |
| STERBEDATUM      | 30. April 1873                                                  |
| STERBEORT        | New York City                                                   |